# Audrey Abadie
Pour les articles homonymes, voir Abadie.

a Compétitions nationales et continentales officielles uniquement.

b Matchs officiels uniquement.
Audrey Abadie, née le 16 septembre 1992, est une joueuse internationale française de rugby à XV occupant le poste de demi d'ouverture en club avec Blagnac Rugby depuis 2012.

## Biographie
Audrey Abadie joue en club avec Blagnac Rugby à partir de 2012,.
Elle honore sa première cape internationale en équipe de France le 14 mars 2015 contre l'Italie lors du Tournoi des Six Nations 2015. En 2017, elle est retenue dans le groupe pour disputer la Coupe du monde en Irlande. Elle est également éducatrice sportive.

## Palmarès
- Finaliste du Championnat de France en 2021 avec Blagnac Rugby.